# Shaun Wallace
Shaun Wallace (* 20. November 1961 in Christchurch) ist ein ehemaliger britischer Radrennfahrer.
Zweimal startete Shaun Wallace bei Olympischen Spielen: 1984 in Los Angeles wurde er Zwölfter in der Einerverfolgung und 21. im Punktefahren sowie 1996 in Atlanta 16. im 1000-Meter-Zeitfahren. Dreimal trat er bei Commonwealth Games an und errang 1982 in Brisbane eine Silbermedaille in der Einerverfolgung hinter Michael Turtur sowie eine Bronzemedaille in der Mannschaftsverfolgung, 1994 in Victoria holte er erneut Silber in der Einerverfolgung und 1998 in Kuala Lumpur Silber im Scratch.
Bei den UCI-Bahn-Weltmeisterschaften 1991 in Stuttgart und 1992 in Valencia wurde Wallace jeweils Vize-Weltmeister in der Einerverfolgung. Er errang auch einige kleinere Erfolge bei Straßenrennen, vorrangig in den USA.
1996 trat Shaun Wallace vom Leistungsradsport zurück. In späteren Jahren nahm er erfolgreich an Masters-Weltmeisterschaften teil. Er lebt heute in den USA und leitet eine Firma, die Zelte und Zubehör für Höhenluft-Therapie vertreibt.
Wallace wurde als Mitglied in die Hall of Fame des Valley Preferred Cycling Centers aufgenommen.